# Almkerk
Almkerk est un village situé dans la commune néerlandaise d'Altena, dans la province du Brabant-Septentrional. En 2004, le village comptait environ 3 600 habitants.
Le village est situé sur l'Alm, rivière qui a donné son nom au village (église de l'Alm).
Almkerk a été une commune indépendante jusqu'au 1er janvier 1973, date à laquelle elle a été supprimée et rattachée partiellement à Woudrichem et partiellement à Werkendam. Le 15 juillet 1879, la commune d'Emmikhoven en Waardhuizen, comprenant également le village de Waardhuizen, avait été rattachée à Almkerk.

## Personnalités
- Leendert Antonie Donker (1899-1956), ministre (né à Almkerk)